# Casa Galliani
La Casa Galliani è una palazzina in stile Liberty realizzata nel 1908 a Pavia in Lombardia.

## Storia e descrizione
La palazzina fu realizzata nel 1908, su progetto dell’ingegnere Giuseppe Pasini, per Agostino Galliani sui resti di edifici di età precedente a pochi passi dalla piazza principale di Pavia, piazza Vittoria. L’edificio, di quattro piani, con al piano terreno negozi, fu realizzato in stile liberty e presenta un decoro in cementi a stampo tipico di quello stile. I bassorilievi presenti sopra le aperture del piano terra o che si trovano al di sotto dei davanzali della finestre, presentano una decorazione intrecciata con elementi vegetali, abbinati a nastri circolari e teste femminili. Gli stessi motivi decorativi si ritrovano sui balconi, decorati anche con ferri battuti. Mentre la facciata presenta altre due fasce ornamentali, una più geometrica e l’altra più floreale, che si snodano, la prima, lungo le finestre del secondo piano e l’ultima a marcare la linea della gronda.